# Rubus delabathiensis
Rubus delabathiensis là loài thực vật có hoa trong họ Hoa hồng. Loài này được Gust. miêu tả khoa học đầu tiên năm 1934.